# Gestars
Jestaze (en francès i oficialment Gestas) és un municipi d'Iparralde al territori de Zuberoa, que pertany administrativament al departament dels Pirineus Atlàntics (regió de la Nova Aquitània). Limita amb les comuns de Tabaille-Usquain al nord, Montfort al nord-est, Espiute a l'oest, Rivehaute al sud-est i Nabas al sud, i és per tant un enclavament basc en territori culturalment bearnès.

## Demografia
| 1901 | 1962 | 1968 | 1975 | 1982 | 1990 | 1999 |
| ---- | ---- | ---- | ---- | ---- | ---- | ---- |
| 193  | 107  | 115  | 93   | 85   | 62   | 70   |
|      |      |      |      |      |      |      |

## Administració
| Data d'elecció                                             | Identitat    | Qualitat |
| ---------------------------------------------------------- | ------------ | -------- |
| Les données antérieures à 1995 ne sont pas encore connues. |              |          |
| 1995                                                       | Maïté Idiart |          |
| 2001                                                       | Maïté Idiart |          |